# Karrooträdnäktergal
Karrooträdnäktergal (Tychaedon coryphoeus) är en fågel i familjen flugsnappare. Den förekommer i torrt busklandskap i södra Afrika. Beståndet anses vara stabilt.

## Utseende och läte
Karrooträdnäktergalen är en färglös gråbrun trädnäktergal med tydligt vitt på stjärtspets, ögonbryn och i teckningar på strupen. Andra trädnäktergalar är mer bjärt färgade och olika sorters skvättor saknar det vita i stjärten. Sången är melodisk och lätena är hårda och grälande.

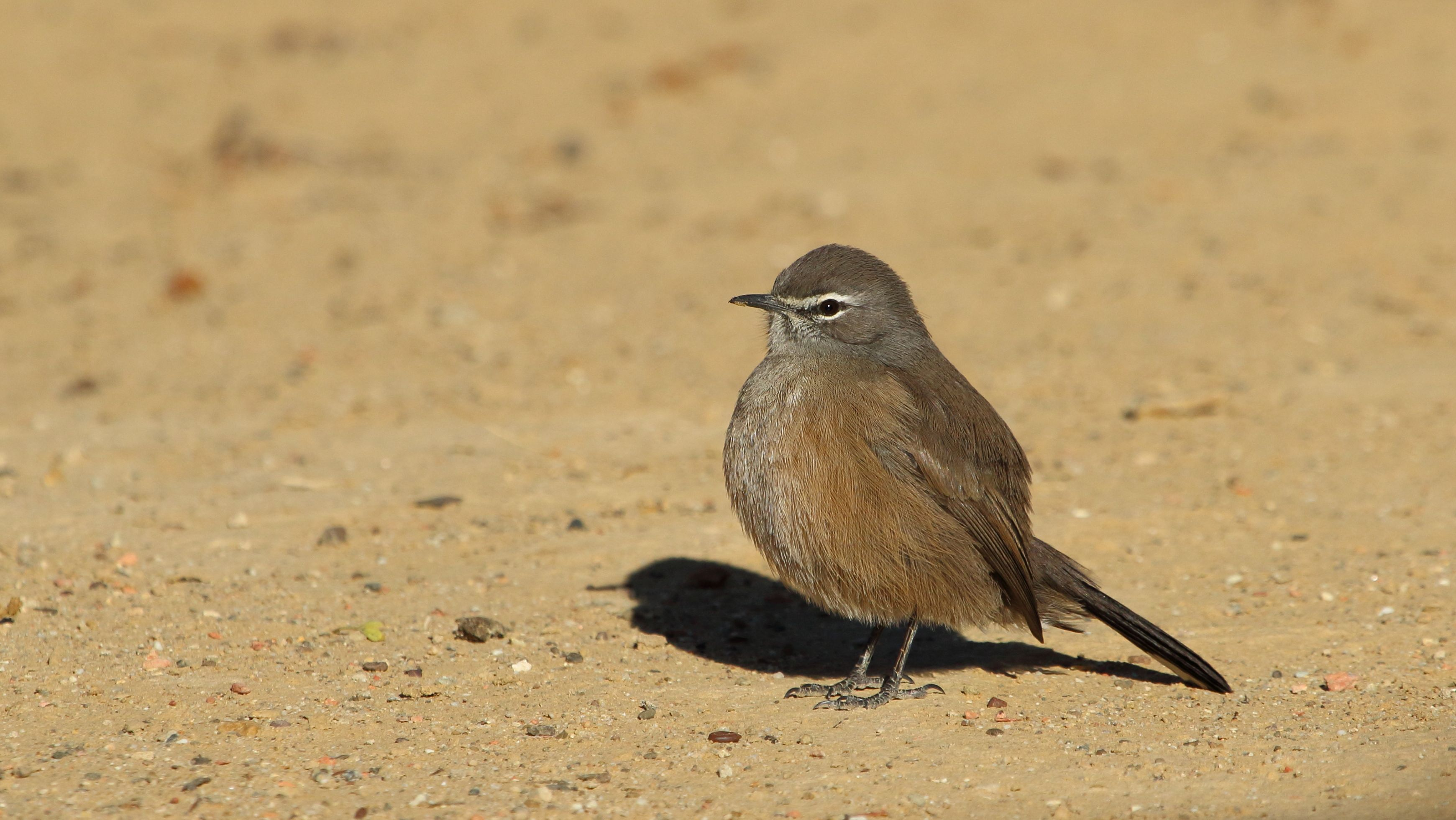

## Utbredning och systematik
Karrooträdnäktergal förekommer i södra Afrika. Den delas upp i två underarter med följande utbredning:
- Tychaedon coryphoeus coryphoeus – förekommer i Namibia, västra Sydafrika (österut till Fristatsprovinsen) och Lesotho
- Tychaedon coryphoeus cinereus – förekommer i sydvästra Sydafrika (Norra Kapprovinsen söder om Oranjefloden söderut till sydvästra Västra Kapprovinsen

Vissa urskiljer även underarten abboti med utbredning i södra Namibia och nordvästra Sydafrika.

### Familjetillhörighet
Karrooträdnäktergal med släktingar ansågs fram tills nyligen liksom bland andra stenskvättor, stentrastar och buskskvättor vara små trastar. DNA-studier visar dock att de är marklevande flugsnappare (Muscicapidae) och förs därför numera till den familjen.

## Levnadssätt
Karrooträdnäktergalen hittas i torrt busklandskap. Där uppträder par aktivt och ljudligt från toppen av en buske, en stolpe eller ett klippblock, eller springer och hoppar på marken, ofta med stjärten rest.

## Status
Arten har ett stort utbredningsområde och beståndet anses stabilt. Internationella naturvårdsunionen IUCN listar den därför som livskraftig (LC).

## Namn
Karroo (eller karoo) är ett stäpp- och halvökenområde i södra och västra Sydafrika.